# Niveleta
Niveleta je pomyslná čára udávající výškové poměry a podélný sklon liniové stavby, nejčastěji dopravní cesty nebo vodního toku. Jednoduše řečeno, to, co se v polohopisu nazývá osa, je ve výškovém profilu niveleta.
- U pozemní komunikace obvykle probíhá středem vrchního povrchu komunikace.
- U železnice její výška obvykle odpovídá výšce horní hrany kolejnice (temeno).

Niveleta se zobrazuje v podélném řezu.